# Chevrolet Biscayne
De Chevrolet Biscayne was een productlijn van Chevrolet. De lijn is vernoemd naar de Biscayne Bay, in Florida.